# Matanog
Matanog ist eine philippinische Stadtgemeinde in der Provinz Maguindanao del Norte. Sie hat 29.770 Einwohner (Zensus 1. August 2015).

## Baranggays
Matanog ist politisch in acht Baranggays unterteilt.
- Bayanga Norte
- Bayanga Sur
- Bugasan Norte
- Bugasan Sur (Pob.)
- Kidama
- Sapad
- Langco
- Langkong